# Тур Иджена
Тур Иджена (англ. Banyuwangi Tour de Ijen) — шоссейная многодневная велогонка, с 2012 года ежегодно проводящаяся в Индонезии. Входит в календарь UCI Asia Tour под категорией 2.2.
Многодневка проходит в округе Баньюванги и названа в честь расположенного рядом вулкана Иджен. Дистанция разделена на четыре этапа, а маршрут проходит между деревнями и городами, которые раскрывают туристический потенциал региона. Гонка проводится преимущественно осенью, но сроки меняются почти каждый год (от декабря в 2012 году, до мая — в 2016).

## Призёры
| Год  | Победитель      | Второй                | Третий           |
| ---- | --------------- | --------------------- | ---------------- |
| 2012 | Чой Ки Хо       | Оскар Пужоль          | Тимо Шольц       |
| 2013 | Самад Паурсеиди | Йон Эбсен             | Рахим Эмеми      |
| 2014 | Питер Пули      | Хоссейн Аскари        | Амир Заргари     |
| 2015 | Питер Пули      | Бенжами Прадес        | Даниэль Уайтхаус |
| 2016 | Джей Кроуфорд   | Рикардо Гарсия Амброа | Дади Сурьяди     |
| 2017 | Давиде Ребеллин | Амир Колахдожаг       | Виктор Нино      |
| 2018 | Бенжамин Дибал  | Джесси Эварт          | Томас Лебас      |
| 2019 | Робби Хакер     | Майкл Винк            | Джесси Эварт     |
| 2024 | Мерхави Кудус   | Меткель Эйоб          | Бенжами Прадес   |